# Långsele landskommun
Långsele landskommun var en tidigare kommun i Västernorrlands län. Centralort var Långsele och kommunkod 1952-1970 var 2220.

## Administrativ historik
Långsele landskommun inrättades den 1 januari 1863 i Långsele socken i Ångermanland  när 1862 års kommunalförordningar trädde i kraft.
Vid kommunreformen 1952 bildade den "storkommun" genom sammanläggning med grannkommunen Graninge.
År 1971 blev kommunen en del av den nya Sollefteå kommun.

### Kyrklig tillhörighet
I kyrkligt hänseende tillhörde kommunen Långsele församling. Den 1 januari 1952 tillkom Graninge församling.

## Kommunvapnet
Blasonering: I blått fält tre spetsar, varöver en lax, allt av silver.
Detta vapen fastställdes av Kungl. Maj:t den 19 december 1963. Se artikeln om Sollefteå kommunvapen för mer information.

## Geografi
Långsele landskommun omfattade den 1 januari 1952 en areal av 562,00 km², varav 520,00 km² land.

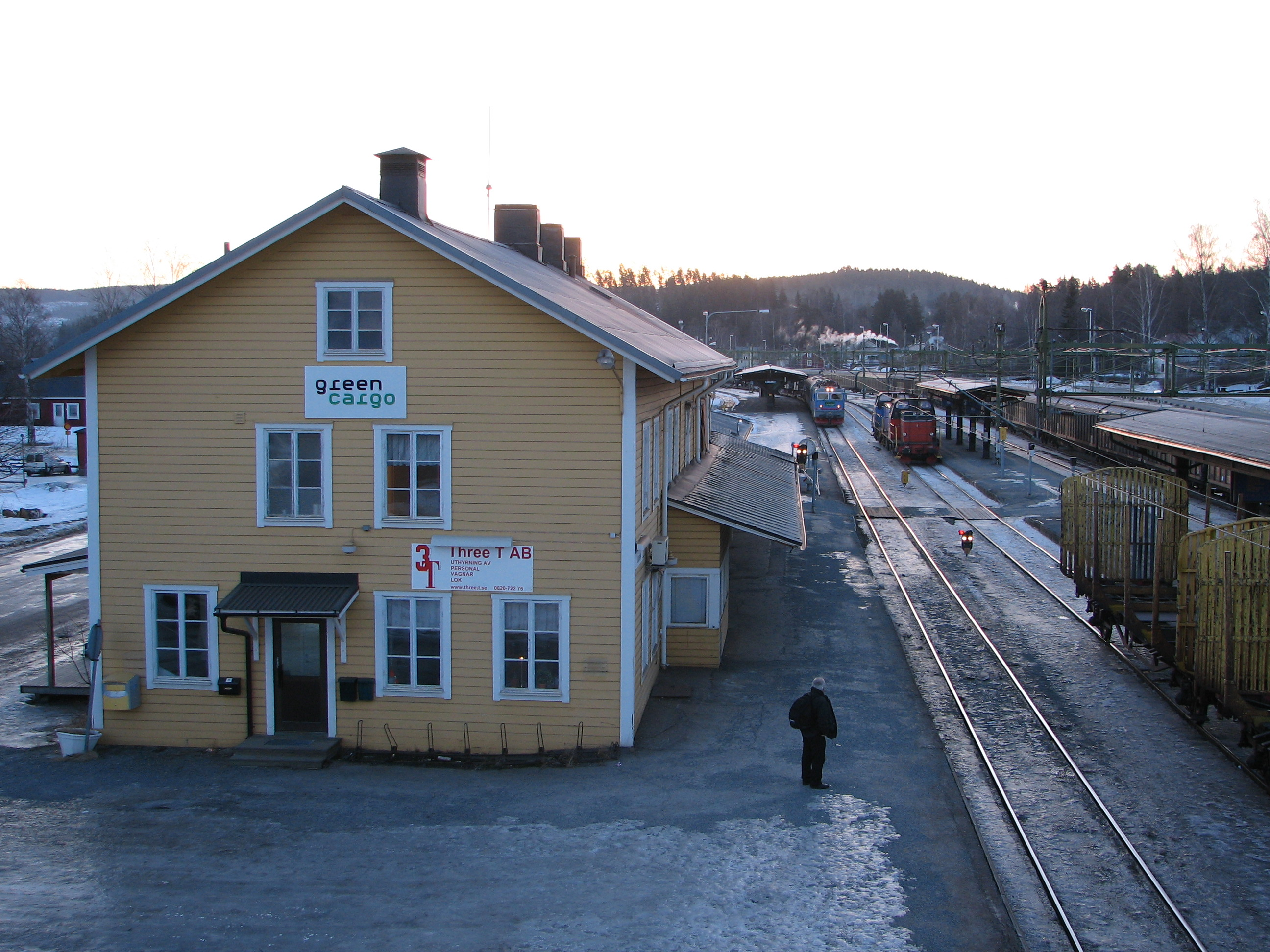
Järnvägsstationen i Långsele.

### Tätorter i kommunen 1960
| Tätort     | Folkmängd |
| ---------- | --------- |
| Långsele   | 2 244     |
| Österforse | 496       |

Tätortsgraden i kommunen var den 1 november 1960 53,4 procent.

## Politik

### Mandatfördelning i valen 1938-1966
| 2 | 18 | 2 | 3 |

| 24 |

| 20 |  | 4 |

| 24 |

| 3 | 18 |  | 3 |

| 24 |

| 3 | 25 | 4 | 2 |  |

| 31 |

| 3 | 24 | 4 | 2 | 2 |

| 29 | 6 |

| 3 | 23 | 5 | 2 | 2 |

| 30 | 5 |

| 2 | 24 | 5 | 2 | 2 |

| 29 | 6 |

| 4 | 21 | 7 |  | 2 |

| 29 | 6 |

### Fotnoter
1. ↑  Andersson, Per (1993). Sveriges kommunindelning 1863–1993. Mjölby: Draking. Libris 7766806. ISBN 91-87784-05-X
2. ↑  ”Svenska Heraldiska Föreningens vapendatabas”. Arkiverad från originalet den 18 oktober 2012. https://web.archive.org/web/20121018011750/http://databas.heraldik.se/index.php. Läst 12 november 2010.
3. ↑   (PDF) Folkräkningen den 31 december 1950, I, Areal och folkmängd inom särskilda förvaltningsområden m.m., Tätorter. Stockholm: Statistiska centralbyrån. 1952-05-19. sid. 109. Arkiverad från originalet den 1 oktober 2014. https://www.webcitation.org/6T09ZkyrB?url=http://www.scb.se/Grupp/Hitta_statistik/Historisk_statistik/_Dokument/SOS/Folkrakningen_1950_1.pdf. Läst 9 oktober 2014 Arkiverad 29 oktober 2013 hämtat från the Wayback Machine.
4. ↑  SCB Folkräkningen 1960 del 2 Arkiverad 24 september 2015 hämtat från the Wayback Machine. sida 42 i pdf:en

- Se kartdata överlagrat på OSM (Kartdata)